# Зиновьев, Пётр Александрович
Пётр Алекса́ндрович Зино́вьев (9 августа (22 августа) 1903 — 22 июня 1976) — советский кинорежиссёр и актёр. Награждён медалями.

## Биография
Родился 22 августа 1903 года в селе Троицком Оренбургской губернии в рабочей семье.
Учился в 4-й студии Московского художественного театра (1921—1922). В 1927 году окончил Государственный техникум кинематографии, работал на «Мосфильме» как актёр, ассистент режиссёра, затем режиссёр.
 Был актёром в Театре Мейерхольда.
В 1936—1938 годы работал режиссёром студии  учебных фильмов «Мостехфильм». С 1938 по 1940 год — на студии «Учтехфильм», затем вернулся на «Мостехфильм»,ставшей с началом войны «Воентехфильмом». С 1942 года — режиссёр «Техфильма» (в дальнейшем — Киевской киностудии научно-популярных фильмов), где снял большинство своих картин. С конца 60-х и в начале 70-х работал на студии «Центрнаучфильм» в Москве.
Член Союза кинематографистов Украины.

## Фильмография

### актёр
- 1926 — Потомок араба — Шишкин
- 1929 — На повороте — Панкрат
- 1930 — Труп де-юре — Томпаков
- 1931 — Бомбист — Кузьмич
- 1931 — Дурень, ты дурень! — инженер-Дурень
- 1931 — Понятая ошибка — вихрастый
- 1932 — Властелин мира — сторож
- 1934 — Счастье — Хмырь
- 1942 — Боевой киносборник № 11 (в серии «Карьера лейтенанта Гоппа») — старик

### режиссёр
игровых фильмы
- 1932 — Властелин мира
- 1935 — Без ошибки

неигровых фильмы
- 1942 — Лыжники в горах
- 1942 — Брюшной тиф
- 1943 — Перевозка бронетанковых войск
- 1944 — Техника безопасности в речных портах
- 1944 — Счастливое детство
- 1946 — Восстановление мостов
- 1948 — Овощи на Украине
- 1948 — Агроном-новатор
- 1948 — Нежинский 12
- 1949 — Учёт в колхозе
- 1950 — В гостях в колхозе
- 1952 — Александр Гиталов
- 1952 — Гибридизация кукурузы
- 1954 — Я буду помнить
- 1954 — Комбайн Донбасс
- 1955 — Берегите птиц
- 1955 — Коксохимическое производство
- 1955 — Академик Иванов
- 1956 — Индустриальные методы электромонтажа
- 1957 — Мы едем в Крым
- 1958 — Бригада Николая Мамая
- 1958 — Атом помогает нам
- 1959 — Правила предупреждения столкновения судов в море
- 1960 — В Институте электросварки им. Е. О. Патона
- 1962 — Волшебник зелёного мира[4]
- 1965 — На границе жизни
- 1967 — Лицом к лицу с расизмом[5]
- 1970 — На берегах Десны[6]
- 1972 — Мы отвечаем за будущее
- 1974 — Хлеб для всей планеты[7]

## Награды
- 1950 —  Медаль «За трудовое отличие» (6 марта 1950) — за выдающиеся заслуги в развитии советской кинематографии, в связи с 30-летием[8]
- 1959 — Третья премия за фильм «Атом помогает нам» на II Всесоюзном кинофестивале в Киеве[9]
- 1959 — Премия и диплом за фильм «Атом помогает нам» на Международном фестивале в Англии, Венеции, Падуе[источник не указан 2013 дней]